# SSG-82
SSG-82 (Scharfschützengewehr 82) — немецкая снайперская винтовка.
Технически представляет собой магазинную винтовку с продольно-скользящим поворотным затвором. Для стрельбы из снайперской винтовки применяются автоматные патроны калибра 5,45×39 мм. Подача патронов при стрельбе производится из отъёмных коробчатых магазинов ёмкостью 5 патронов.
Винтовка комплектуется оптическим прицелом Zeiss. Производилась в 1980-е годы для вооружения полиции и служб безопасности аэропортов ГДР.